# AN/APG-83
Le radar Northrop Grumman AN/APG-83 Scalable Agile Beam Radar ( SABR ) est un radar de conduite de tir hautes performances conçu pour le F-16 Fighting Falcon et d'autres aéronefs. L'AN/APG-83 est un radar à antenne active (AESA) multi-fonction. Lors d'un concours en 2013, Lockheed Martin a sélectionné l'AN/APG-83 comme radar AESA pour les programmes de modernisation et de mise à jour du F-16 de l'armée de l'air américaine et de l'armée de l'air de la République de Chine (Taiwan).
Les capacités de ce radar avancé sont dérivées de l'AN/APG-77 du F-22 et de l'AN/APG-81 du F-35. Il est conçu pour s'adapter aux F-16 sans modifications structurelles, de puissance ou de refroidissement.  Il est évolutif pour s'adapter à d'autres plates-formes d'avions et zones de mission.[réf. nécessaire]
En 2010, l'AN/APG-83 a été installé sur un F-16 de l'USAF à Edwards AFB et a effectué 17 sorties de démonstration consécutives sans problème de refroidissement ou de stabilité
En plus d'équiper des F-16V pour Taïwan et d'autres alliés américains, l'US Air Force a également sélectionné l'AN/APG-83 SABR pour mettre à niveau 72 de ses F-16 de la Garde nationale aérienne.
En janvier 2014, Singapour a commandé 70 AN/APG-83 SABR pour sa mise à niveau de 60 F-16C / D / G + Block 52, dans le cadre d'un accord de 2,43 milliards de dollars,,.
En août 2018, Northrop Grumman a effectué un test d'adaptation de l'AN/APG-83 sur F-18
Un dérivé de l'AN/APG-83 SABR, SABR-GS (Global Strike) sera modernisé sur les cellules Rockwell B-1 Lancer en état de navigabilité à partir de 2016,.
En février 2019, Northrop Grumman a proposé l'AN/APG-83 pour la modernisation du Boeing B-52H Stratofortress, qui utilise actuellement un radar d'attaque à balayage mécanique AN / APQ-166. En juillet 2019, Boeing a finalement sélectionné l'AN/APG-82 ( AN/APG-79 ) de Raytheon pour son programme de modernisation du radar B-52H.
Northrop Grumman proposera ce radar pour le chasseur FA-50 Block 20 de l'armée de l'air sud-coréenne,.
L'US Air Force installe l'AN/APG-83 sur 608 de ses chasseurs F-16C/D Block 40/42 et F-16C/D 50/52,.